# Maria Rosa Viseu
Maria Rosa Viseu (Couço, 31 de maio de 1935 - 2014), foi uma operária agrícola, resistente anti-fascista e presa política portuguesa.

## Biografia
Maria Rosa Viseu nasce em Couço, no concelho de Coruche, em 1935, a filha mais velha de pais agricultores. Tem duas irmãs, uma morre na infância, e um irmão que nasce em 1945. Aos 10 anos deixa a escola tendo completado a terceira classe e aos 11 anos começa a trabalhar no campo.

### Activismo e prisão política
Em 1958 assiste a uma comício de apoio à campanha eleitoral de Humberto Delgado, e é neste primeiro contacto com as noções de exploração laboral e escravatura que ganha consciência política. É então que se filia no Partido Comunista Português (PCP) e nos anos seguintes participa em reuniões (sob o pseudónimo 'Henrique'), greves, manifestações e outras formas de acção colectiva no Couço. Destas destaca-se a greve de protesto à fraude eleitoral de 1958, iniciada a 23 de Junho desse ano.
Em Março de 1960 participa na organização de cerca de 1600 assinaturas e reunião de 600 trabalhadores para reivindicar colectivamente um horário diário de 8 horas, ordenados fixos, e outras regalias. Este caderno reivindicativo é rejeitado pelo Presidente da Junta de Freguesia. Viseu e outros continuam a participar em manifestações por melhores condições laborais, e contra a ditadura fascista, e em acções de solidariedade com prisioneiros políticos, sendo frequentemente alvo de violência por parte das autoridades.
Juntamente com 34 outros trabalhadores (dentre os quais 5 outras mulheres), é detida pela Guarda Nacional Republicana (GNR), entregue à Polícia Internacional e de Defesa do Estado (PIDE) e levada para Caxias a 19 de Janeiro de 1961.
Enquanto prisioneira política é vítima de várias formas de tortura durante interrogatórios, incluindo "estátua'" (em que a vítima era obrigada a permanecer de pé com os braços elevados à altura dos ombros), privação de sono, espancamentos brutais, humilhação e várias outras formas de tortura física. O inspector da PIDE Rosa Casaco foi um dos seus torturadores.
Em Julho de 1961 é julgada e condenada a 14 meses de pena correccional e 15 anos de restrição de participação em actividades políticas; cumpre 6 meses na prisão.
Participa activamente na luta pela jornada de 8 horas nos campos do Alentejo e Ribatejo em Maio de 1962, que resulta numa vitória histórica do proletariado agrícola.

### Pós-25 de Abril de 1974
A partir de 16 de Junho de 1975 participa em actividades da Reforma Agrária, por forma a combater o desemprego sazonal, e consequentes dificuldades de subsistência. Com outros trabalhadores, ocupa áreas agrícolas da zona de Coruche onde se criam cooperativas de trabalhadores, geridas por representantes eleitos em assembleia. Nas décadas seguintes participa na actividade do PCP na freguesia de Couço e na Comissão Concelhia de Coruche, onde coordena um organismo de direcção de 6 Unidades Colectivas de Produção (UCP) e Cooperativas da Reforma Agrária; participa ainda nas Conferências da Reforma Agrária e faz um depoimento no Tribunal Civil.
No IX congresso partidário do PCP é eleita membro suplente do Comité Central do partido.
Morre em Couço, em Março de 2014.